# Villiguer
Villiguer es una localidad española perteneciente al municipio de Villasabariego, en la provincia de León, comunidad autónoma de Castilla y León.

## Geografía

### Ubicación
| Noroeste: Villasabariego | Norte: Palazuelo de Eslonza | Noreste: Valle de Mansilla |
| Oeste: Villasabariego    |                             | Este: Villacontilde        |
| Suroeste Villafalé       | Sur: Mansilla del Esla      | Sureste: Villomar          |

## Demografía
Evolución de la población
| Gráfica de evolución demográfica de Villiguer entre 2000 y 2014    |
|                                                                    |
| Población de derecho (2000-2014) según el padrón municipal del INE |